# مبادرة بيانات المنظمات المشتركة

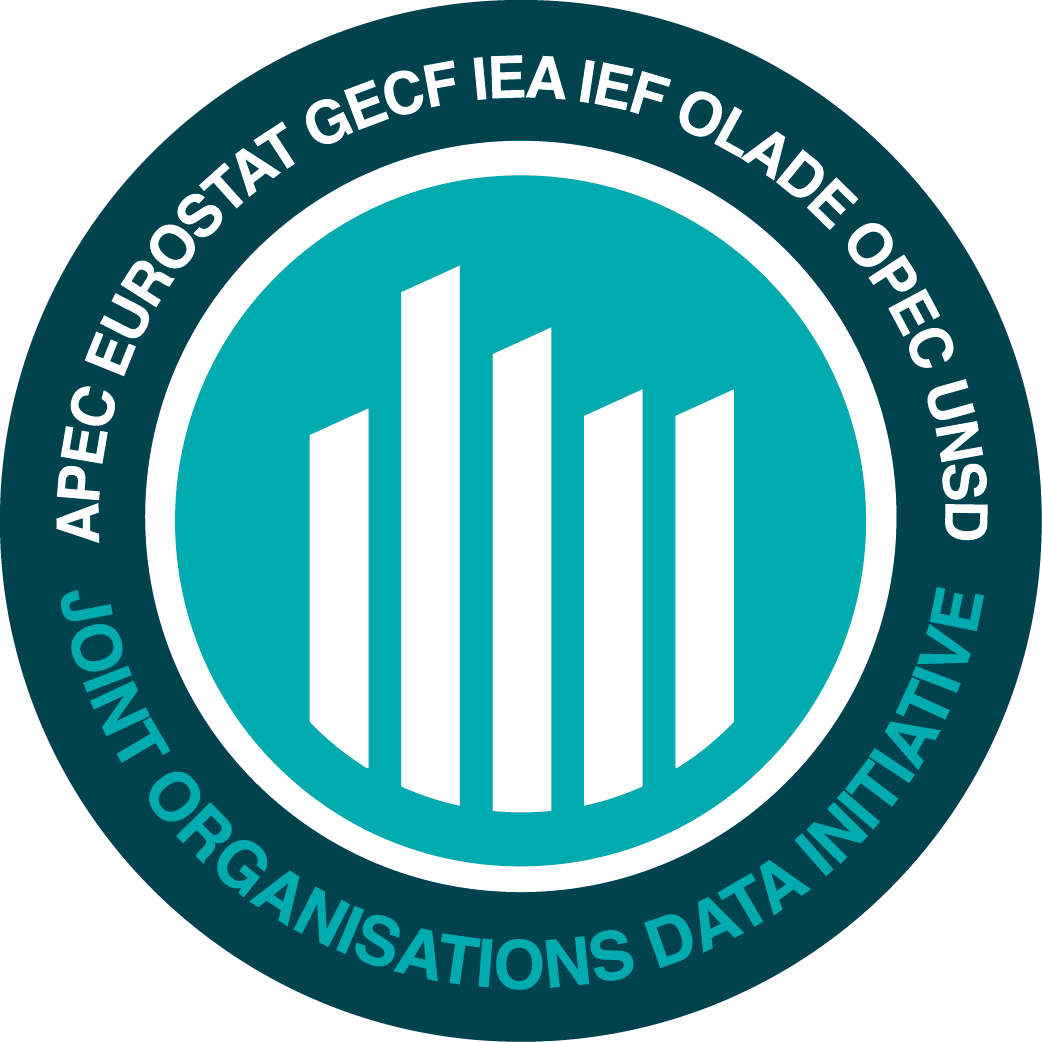
Alternate logo

مبادرة بيانات المنظمات المشتركة ( جودي ) Joint Organisations Data Initiative (JODI) هي تعاون دولي لتحسين توافر وموثوقية البيانات عن البترول والغاز الطبيعي . أُطلق على هذا التعاون لأول مرة تحت اسم "التدريب المشترك على بيانات النفط"، وقد بدأ التعاون في أبريل 2001 مع ست منظمات دولية: التعاون الاقتصادي لآسيا والمحيط الهادئ (APEC)، والمكتب الإحصائي للمجتمعات الأوروبية ( Eurostat )، والوكالة الدولية للطاقة، Latin American Energy Organization [organización latinoamericana de energía] (OLADE)، ومنظمة البلدان المصدرة للنفط ( أوبك )، وقسم الإحصاءات في الأمم المتحدة (UNSD). في عام 2005، تم تغيير اسم المشروع بأكمله إلى Joint Organisations Data Initiative (JODI)، وانضم إليه منتدى الطاقة الدولي، وغطى أكثر من 90٪ من سوق النفط العالمي. انضم منتدى الدول المصدرة للغاز كشريك ثامن في عام 2014، مما مكن جودي أيضًا من تغطية ما يقرب من 90٪ من السوق العالمية للغاز الطبيعي. 

## روابط خارجية
- الموقع الرسمي